# Patrik Sinkewitz
Patrik Sinkewitz (Fulda, 20 oktober 1980) is een Duits voormalig wielrenner.

## Carrière
Patrik Sinkewitz werd prof in 2001 bij Mapei-Quick·Step. Toen Mapei in 2003 verdween als wielersponsor maakte hij, net als vele anderen bij Mapei-Quick·Step, mee de overstap naar Quick·Step-Davitamon. In 2006 verruilde hij die ploeg voor T-Mobile Team. Zijn manager is Tony Rominger.
Hij kan redelijk tijdrijden en zich ook degelijk uit de slag trekken in de bergen. Dat maakt hem een gewaardeerd knecht in het rondewerk, maar komt zelf net iets tekort voor eigen klassementsambities, al won hij in 2004 wel de Ronde van Duitsland. In eendagswedstrijden krijgt dan weer wel een vrije rol. Het leverde hem in 2006 enkele mooie resultaten op in heuvelachtige klassiekers als Luik-Bastenaken-Luik, Amstel Gold Race en de Waalse Pijl, waarin hij dat jaar respectievelijk 4de, 5de en 5de werd.
Na de 8ste rit in de Ronde van Frankrijk 2007 botste Sinkewitz tegen een overstekende toeschouwer op weg naar de ploegbus. Hij liep daarbij een kaakbeenbreuk en knie- en schouderblessures op. De toeschouwer sukkelde in coma door een ernstig schedeltrauma, maar overleefde het voorval.
Op 18 juli 2007 - enkele dagen nadat hij noodgedwongen de Tour moest verlaten - maakte de Duitse wielerbond bekend dat Sinkewitz positief testte op een te hoog testosteron-gehalte na een onaangekondigde dopingcontrole op 8 juni 2007. Sinkewitz heeft een tegenanalyse gevraagd, maar als ook het B-staal positief blijkt te testen, riskeert hij een schorsing van 2 jaar. Sinkewitz reageerde volgens de website van de Duitse wielerbond ontkennend op de beschuldigingen.
Naar aanleiding van de beschuldigingen besloten de Duitse zenders ARD en ZDF per direct te stoppen met het live verslaan van de etappes van de Ronde van Frankrijk 2007. Eerder was hiermee al gedreigd na de bekentenissen rondom de dopingperikelen van de ploegen van Telekom, T-Mobile en de wielersport in het algemeen.
Op 31 juli raakte bekend dat Sinkewitz geen tegenexpertise had aangevraagd. Hij werd daarop ontslagen door de ploegleiding. Later die dag gaf Sinkewitz het gebruik van verboden middelen toe. Verder zei hij ook mee te willen helpen aan een wielersport zonder doping. Op 16 november werd Sinkewitz door de Duitse wielerbond een schorsing van één jaar opgelegd. Daarnaast moet de renner een boete betalen van veertigduizend euro. De Duitser kreeg de straf vanwege het gebruik van verboden middelen. Sinkewitz, die al enkele maanden op non-actief stond, mocht op 17 juli weer deelnemen aan wedstrijden en won kort daarna al een etappe en het eindklassment in de Ronde van Saksen.
Eind mei 2010 tekende hij een contract bij de Italiaanse ploeg ISD-Neri, dat intussen Farnese Vini-Neri Sottoli heet. Sinkewitz startte sterk aan het seizoen in 2011 en reed o.a. een sterke Tirreno-Adriatico in dienst van kopman Visconti, maar enkele dagen later werd bekend dat hij positief had getest, voor de 2e keer in zijn carrière, tijdens de GP Lugano die op 27 februari werd gereden. Enkele weken later werd bekend dat ook de contra-expertise positief was. Sinkewitz vocht dit resultaat aan omdat het een gloednieuwe dopingtest betrof die nog niet helemaal op punt zou staan. Het Duitse Arbitrage-Instituut stelde hem op 21 juni 2012 in het gelijk en beëindigde zijn voorlopige schorsing. De Duitse wielerbond besloot echter meteen om de beslissing aan te vechten bij het TAS, het hoogste orgaan. Op 24 februari 2014 is de bond in het gelijk gesteld. Omdat het niet de eerste positieve test van Sinkewitz was, werd hij ditmaal voor 8 jaar geschorst. Bovendien moest hij een boete van 38.500 euro betalen.

## Belangrijkste overwinningen
2000
- Ronde van Thüringen (U23)

2002
- GP Winterthur
- Jongerenklassement Ronde van Slovenië

2004
- 3e etappe Ronde van Duitsland
- Eindklassement Ronde van Duitsland
- Japan Cup

2006
- 1e etappe Drei-Länder-Tour

2007
- Rund um den Henninger-Turm

2009
- 3e etappe en eindklassement Ronde van Saksen
- 3e etappe Ronde van Portugal

2010
- Ronde van Romagna

2013
- 2e etappe Jadranska Magistrala
- 1e etappe Wielerweek van Lombardije
- 2e etappe Wielerweek van Lombardije
- Eindklassement Wielerweek van Lombardije

## Resultaten in voornaamste wedstrijden
| Jaar | Ronde van Italië | Ronde van Frankrijk | Ronde van Spanje |
| ---- | ---------------- | ------------------- | ---------------- |
| 2003 |                  |                     | 73e              |
| 2004 |                  |                     | opgave           |
| 2005 |                  | 59e                 |                  |
| 2006 |                  | 22e                 |                  |
| 2007 |                  | opgave              |                  |
| 2009 |                  |                     |                  |

| Jaar | Milaan-San Remo | Amstel Gold Race | Luik-Bast.‑Luik | Ronde van Lombardije | Eschborn-Frankfurt | Waalse Pijl |  | WK op de weg |  | Wereldranglijsten |
| ---- | --------------- | ---------------- | --------------- | -------------------- | ------------------ | ----------- |  | ------------ |  | ----------------- |
| 2003 |                 |                  | 15e             | 8e                   | 22e                | 18e         |  | 16e          |  |                   |
| 2004 |                 |                  | 33e             | 34e                  |                    | 21e         |  |              |  |                   |
| 2005 |                 | 6e               | 26e             |                      |                    | 7e          |  |              |  | 100e (UPT)        |
| 2006 | 59e             | 5e               | 4e              |                      |                    | 5e          |  | 105e         |  | 24e (UPT)         |
| 2007 |                 | 49e              | 28e             |                      | Goud               | 61e         |  |              |  |                   |
| 2009 |                 |                  |                 |                      | 24e                |             |  |              |  |                   |